# Liste des juridictions catholiques en Colombie
Les juridictions catholiques de la Colombie sont organisées en treize provinces ecclésiastiques, chacune dirigée par un archevêque. Ces provinces sont elles-mêmes divisées en 52 diocèses et 13 archidiocèses, chacune dirigée par un évêque ou un archevêque. Il y a, en outre, onze vicariats apostoliques et un ordinariat militaire. 

Carte des archidiocèses, diocèses et vicariats apostoliques en Colombie.

## Liste des juridictions

### Province ecclésiastique de Barranquilla
| Blason | Carte | Diocèse et/ou archidiocèse   | Création (pape)                                                               | Évêque et/ou archevêque            | Siège épiscopal                            |
|        |       | Archidiocèse de Barranquilla | Érigé le : 7 juillet 1932 (Pie XI) Élévation le : 22 août 1969 (Paul VI)      | Pablo Emiro Salas Anteliz          | Metropolitana María Reina (Barranquilla)   |
|        |       | Diocèse d'El Banco           | 17 janvier 2006 (Benoît XVI)                                                  | Dimas Antonio Acuña Jiménez        | Nuestra Señora de la Candelaria (El Banco) |
|        |       | Diocèse de Riohacha          | Vicariat : 4 décembre 1952 (Pie XII) Diocèse : 16 juillet 1988 (Jean-Paul II) | Francisco Antonio Ceballos Escobar | Nuestra Señora de Los Remedios (Riohacha)  |
|        |       | Diocèse de Santa Marta       | 10 janvier 1534 (Clément VII)                                                 | José Mario Bacci Trespalacios      | Basílica de Santa Marta (Santa Marta)      |
|        |       | Diocèse de Valledupar        | Vicariat : 4 décembre 1952 (Pie XII) Diocèse : 25 avril 1969 (Paul VI)        | Oscar José Vélez Isaza             | Nuestra Señora del Rosario (Valledupar)    |

### Province ecclésiastique de Bogota
| Blason | Carte | Diocèse et/ou archidiocèse | Création (pape)                                                                                                   | Évêque et/ou archevêque           | Siège épiscopal                                       |
|        |       | Archidiocèse de Bogota     | Érigé le : 11 septembre 1562 (Pie IV) Élévation le : 22 mars 1564 (Pie IV) Primatie : 7 novembre 1902 (Léon XIII) | Luis José Rueda Aparicio          | Primada de Colombia (Bogota)                          |
|        |       | Diocèse d'Engativá         | 6 août 2003 (Jean-Paul II)                                                                                        | Germán Medina Acosta              | San Juan Bautista de la Estrada (Engativá)            |
|        |       | Diocèse de Facatativá      | 16 mars 1962 (Jean XXIII)                                                                                         | Pedro Manuel Salamanca Mantilla   | Santísima Virgen del Rosario (Facatativá)             |
|        |       | Diocèse de Fontibón        | 6 août 2003 (Jean-Paul II)                                                                                        | Juan Vicente Córdoba Villota S.J. | Santiago Apostol (Fontibón)                           |
|        |       | Diocèse de Girardot        | 29 mai 1956 (Paul VI)                                                                                             | Jaime Muñoz Pedroza               | Inmaculado Corazón de María (Girardot)                |
|        |       | Diocèse de Soacha          | 6 août 2003 (Jean-Paul II)                                                                                        | Juan Carlos Barreto Barreto       | Jesucristo Nuestra Paz (Soacha)                       |
|        |       | Diocèse de Zipaquirá       | 1er septembre 1951 (Pie XII)                                                                                      | Héctor Cubillos Peña              | Santísima Trinidad y San Antonio de Padua (Zipaquirá) |

### Province ecclésiastique de Bucaramanga
| Blason | Carte | Diocèse et/ou archidiocèse    | Évêque et/ou archevêque      | Siège épiscopal                                                      |
|        |       | Archidiocèse de Bucaramanga   | Ismael Rueda Sierra          | Sagrada Familia (Bucaramanga)                                        |
|        |       | Diocèse de Barrancabermeja    | Ovidio Giraldo Velásquez     | Inmaculada Concepción (Barrancabermeja)                              |
|        |       | Diocèse de Málaga-Soatá       | Félix María Ramírez Barajas  | Inmaculada Concepción (Málaga) Inmaculada Concepción (Soatá)         |
|        |       | Diocèse de Socorro et San Gil | Luis Augusto Campos Flórez   | Nuestra Señora del Socorro (Socorro) Inmaculada Concepción (San Gil) |
|        |       | Diocèse de Vélez              | Marco Antonio Merchán Ladino | Nuestra Señora de las Nieves (Vélez)                                 |

### Province ecclésiastique de Cali
| Blason | Carte | Diocèse et/ou archidiocèse | Évêque et/ou archevêque           | Siège épiscopal                                 |
|        |       | Archidiocèse de Cali       | Luis Fernando Rodríguez Velásquez | Metropolitana San Pedro Apóstol (Cali)          |
|        |       | Diocèse de Buenaventura    | Rubén Darío Jaramillo Montoya     | San Buenaventura (Buenaventura)                 |
|        |       | Diocèse de Buga            | José Roberto Ospina Leongómez     | San Pedro Apóstol (Guadalajara de Buga)         |
|        |       | Diocèse de Cartago         | César Alcides Balbín Tamayo       | Nuestra Señora del Carmen (Cartago)             |
|        |       | Diocèse de Palmira         | Rodrigo Gallego Trujillo          | Nuestra Señora del Rosario del Palmar (Palmira) |

### Province ecclésiastique de Carthagène des Indes
| Blason | Carte | Diocèse et/ou archidiocèse           | Évêque et/ou archevêque         | Siège épiscopal                                                 |
|        |       | Archidiocèse de Carthagène des Indes | Francisco Javier Múnera Correa  | Catedral de Santa Catalina de Alejandría (Carthagène des Indes) |
|        |       | Diocèse de Magangué                  | Ariel Lascarro Tapia            | Catedral Nuestra Señora de La Candelaria (Magangué)             |
|        |       | Diocèse de Montelíbano               | Farly Yovany Gil Betancur       | Catedral de la Santa Cruz, (Montelíbano)                        |
|        |       | Diocèse de Montería                  | Ramón Alberto Rolón Güepsa      | Catedral de San Jerónimo (Montería)                             |
|        |       | Diocèse de Sincelejo                 | José Crispiniano Clavijo Méndez | Catedral de San Francisco de Asís (Sincelejo)                   |

### Province ecclésiastique de Florencia
| Blason | Carte | Diocèse et/ou archidiocèse        | Évêque et/ou archevêque         | Siège épiscopal                                                                              |
|        |       | Archidiocèse de Florencia         | Omar de Jesús Mejía Giraldo     | Catedral Nuestra Señora de Lourdes, Florencia                                                |
|        |       | Diocèse de Mocoa-Sibundoy         | Luis Albeiro Maldonado Monsalve | Catedral de San Alfonso María de Ligorio, Mocoa Concatedral de San Miguel Arcángel, Sibundoy |
|        |       | Diocèse de San Vicente del Caguán | William Prieto Daza             | Nuestra Señora de las Mercedes, San Vicente del Caguán                                       |

### Province ecclésiastique de Ibagué
| Blason | Carte | Diocèse et/ou archidiocèse | Évêque et/ou archevêque         | Siège épiscopal                                                                         |
|        |       | Archidiocèse d'Ibagué      | Orlando Roa Barbosa             | Catedral de la Inmaculada Concepción (Ibagué)                                           |
|        |       | Diocèse de Líbano-Honda    | José Luis Henao Cadavid         | Catedral Nuestra Señora del Carmen (Líbano) Catedral Nuestra Señora del Rosario (Honda) |
|        |       | Diocèse d'Espinal          | Miguel Fernando González Mariño | Catedral de Nuestra Señora del Rosario (Espinal)                                        |
|        |       | Diocèse de Neiva           | Marco Antonio Merchán Ladino    | Catedral de la Inmaculada Concepción (Neiva)                                            |
|        |       | Diocèse de Garzón          | vacant                          | Catedral de San Miguel Arcángel (Garzón)                                                |

### Province ecclésiastique de Manizales
| Blason | Carte | Diocèse et/ou archidiocèse   | Évêque et/ou archevêque      | Siège épiscopal                                                     |
|        |       | Archidiocèse de Manizales    | José Miguel Gómez Rodríguez  | Cathédrale Notre-Dame-du-Rosaire (Manizales)                        |
|        |       | Diocèse d'Armenia            | Carlos Arturo Quintero Gómez | Inmaculada Concepción (Armenia)                                     |
|        |       | Diocèse de La Dorada-Guaduas | Hency Martínez Vargas        | Nuestra Señora del Carmen (La Dorada) San Miguel Arcángel (Guaduas) |
|        |       | Diocèse de Pereira           | Nelson Jair Cardona Ramírez  | Nuestra Señora de la Pobreza (Pereira)                              |

### Province ecclésiastique de Medellín
| Blason | Carte | Diocèse et/ou archidiocèse | Évêque et/ou archevêque       | Siège épiscopal                                                      |
|        |       | Archidiocèse de Medellín   | Ricardo Tobón Restrepo        | Basílica Metropolitana Inmaculada Concepción (Medellín)              |
|        |       | Diocèse de Caldas          | Juan Fernando Franco Sánchez  | Nuestra Señora de las Mercedes (Caldas)                              |
|        |       | Diocèse de Girardota       | Juan Manuel Toro Vallejo      | Nuestra Señora del Rosario (Girardota)                               |
|        |       | Diocèse de Jericó          | Noel Antonio Londoño Buitrago | Nuestra Señora de las Mercedes (Jericó)                              |
|        |       | Diocèse de Sonsón-Rionegro | Fidel León Cadavid Marin      | Nuestra Señora de Chiquinquirá (Sonsón) San Nicolás Magno (Rionegro) |

### Province ecclésiastique de Nueva Pamplona
| Blason | Carte | Diocèse et/ou archidiocèse     | Évêque et/ou archevêque        | Siège épiscopal                    |
|        |       | Archidiocèse de Nueva Pamplona | Jorge Alberto Ossa Soto        | Cathédrale Santa Clara (Pamplona)  |
|        |       | Diocèse d'Arauca               | Jaime Cristóbal Abril González | Cathédrale Santa Barbará (Arauca)  |
|        |       | Diocèse de Cúcuta              | José Libardo Garcés Monsalve   | Cathédrale San José (Cúcuta)       |
|        |       | Diocèse d'Ocaña                | Orlando Olave Villanoba        | Cathédrale Santa Ana (Ocaña)       |
|        |       | Diocèse de Tibú                | Israel Bravo Cortés            | Cathédrale San Luis Bertrán (Tibú) |

### Province ecclésiastique de Popayán
| Blason | Carte | Diocèse et/ou archidiocèse | Évêque et/ou archevêque        | Siège épiscopal                                   |
|        |       | Archidiocèse de Popayán    | Omar Alberto Sánchez Cubillos  | Basílica de Nuestra Sra. de la Asunción (Popayán) |
|        |       | Diocèse d'Ipiales          | José Saúl Grisales Grisales    | San Pedro Mártir (Ipiales)                        |
|        |       | Diocèse de Pasto           | Juan Carlos Cárdenas Toro (es) | Sagrado Corazón de Jesús (Pasto)                  |
|        |       | Diocèse de Tumaco          | vacant                         | San Andrés (Tumaco)                               |

### Province ecclésiastique de Santa Fe de Antioquia
| Blason | Carte | Diocèse et/ou archidiocèse            | Évêque et/ou archevêque        | Siège épiscopal                                                 |
|        |       | Archidiocèse de Santa Fe de Antioquia | Hugo Alberto Torres Marín      | Basílica de la Inmaculada Concepción (Santa Fe de Antioquia)    |
|        |       | Diocèse d'Apartadó                    | Carlos Alberto Correa Martínez | Nuestra Señora del Carmen (Apartadó)                            |
|        |       | Diocèse d'Istmina-Tadó                | Mario de Jesús Álvarez Gómez   | San Pablo (Istmina) San José (Tadó)                             |
|        |       | Diocèse de Quibdó                     | Wiston Mosquera Moreno         | San Francisco de Asís (Quibdó)                                  |
|        |       | Diocèse de Santa Rosa de Osos         | vacant                         | Nuestra Señora del Rosario de Chiquinquirá (Santa Rosa de Lima) |

### Province ecclésiastique de Tunja
| Blason | Carte | Diocèse et/ou archidiocèse  | Évêque et/ou archevêque      | Siège épiscopal                                                     |
|        |       | Archidiocèse de Tunja       | Gabriel Ángel Villa Vahos    | Basílica Metropolitana de Santiago (Tunja)                          |
|        |       | Diocèse de Chiquinquirá     | Luis Felipe Sánchez Aponte   | Catedral del Sagrado Corazón de Jesús de Chiquinquirá               |
|        |       | Diocèse de Duitama-Sogamoso | Edgar Aristizábal Quintero   | Catedral de San Lorenzo (Duitama) Catedral de San Martín (Sogamoso) |
|        |       | Diocèse de Garagoa          | Julio Hernando García Peláez | Catedral de Nuestra Señora del Rosario                              |
|        |       | Diocèse de Yopal            | vacant                       | Catedral de San José de Yopal                                       |

### Province ecclésiastique de Villavicencio
| Blason | Carte | Diocèse et/ou archidiocèse       | Évêque et/ou archevêque | Siège épiscopal                       |
|        |       | Archidiocèse de Villavicencio    | Misael Vacca Ramírez    | Catedral de Nuestra Señora del Carmen |
|        |       | Diocèse de Granada en Colombie   | José Figueroa Gómez     | Catedral de Nuestra Señora del Carmen |
|        |       | Diocèse de San José del Guaviare | vacant                  | Catedral de San José                  |

### Juridictions sous exemption
| Blason | Carte | Diocèse et/ou archidiocèse                       | Évêque et/ou archevêque        | Siège épiscopal                              |
|        |       | Vicariat apostolique de Guapí                    | vacant                         | Inmaculada Concepción (Guapí)                |
|        |       | Vicariat apostolique d'Inírida                   | Joselito Carreño Quiñonez      | Nuestra Señora del Carmen                    |
|        |       | Vicariat apostolique de Leticia                  | José de Jesús Quintero Díaz    | Nuestra Señora de la Paz                     |
|        |       | Vicariat apostolique de Mitú                     | Medardo de Jesús Henao del Río | María Inmaculada                             |
|        |       | Vicariat apostolique de Puerto Carreño           | Álvaro Mon Pérez               | Nuestra Señora del Carmen                    |
|        |       | Vicariat apostolique de Puerto Gaitán            | Raúl Alfonso Carrillo Martínez | Catedral María Madre de la Iglesia           |
|        |       | Vicariat apostolique de Puerto Leguízamo-Solano  | Joaquín Humberto Pinzón Güiza  | Nuestra Señora del Carmen (Puerto Leguízamo) |
|        |       | Vicariat apostolique de San Andrés y Providencia | Jaime Uriel Sanabria Arias     | Catedral de La Sagrada Familia (San Andrés)  |
|        |       | Vicariat apostolique de Tierradentro             | vacant                         | San Antonio (Belalcázar)                     |
|        |       | Vicariat apostolique de Trinidad                 | Héctor Javier Pizarro Acevedo  | Catedral de la Inmaculata Concepción         |
|        |       | Ordinariat militaire de Colombie                 | Víctor Manuel Ochoa Cadavid    | Cathédrale Jésus Rédempteur de Bogota        |
|        |       | Exarchat apostolique de Colombie des Maronites   | Fadi Abou Chebel               | Notre-Dame du Liban de Bogota                |